# Contea di Mesa
La contea di Mesa, in inglese Mesa County, è una contea dello Stato del Colorado, negli Stati Uniti. La popolazione al censimento del 2014 era di 148 255 abitanti. Il capoluogo di contea è Grand Junction, la cui area metropolitana è compresa nella contea; si tratta dell'unica area metropolitana del Colorato non situata nel Front Range.

## Geografia
La contea si trova nella parte ovest dello Stato, al confine con lo Utah. La contea si trova nella parte orientale dell'Altopiano del Colorado. Sul territorio si trovano diverse mesa. I fiumi principali sono il Gunnison e il Colorado. A nord-ovest si trova la valle del fiume Colorado.

### Contee confinanti
- Contea di Garfield - nord
- Contea di Pitkin - nord-est
- Contea di Gunnison - nord-est
- Contea di Delta - est
- Contea di Montrose - sud
- Contea di San Juan (Utah) - sud-ovest
- Contea di Grand (Utah) - ovest

### Aree nazionali protette
- Black Ridge Canyons Wilderness
- Colorado National Monument
- Dominguez Canyon Wilderness
- Dominguez-Escalante National Conservation Area
- Grand Mesa National Forest
- Manti-La Sal National Forest
- McInnis Canyons National Conservation Area
- Uncompahgre National Forest
- White River National Forest

### Aree protette statali
- Highline Lake State Park
- James M. Robb – Colorado River State Park
- Vega State Park

### Trailebyway
- American Discovery Trail
- Dinosaur Diamond Prehistoric Highway National Scenic Byway
- Old Spanish National Historic Trail
- Grand Mesa Scenic and Historic Byway
- Kokopelli Trail

## Storia
Tra il 700 a.C. e il 1200 a.C. l'area era territorio della cultura di Fremont; nel 1300 divenne territorio degli Ute, fino al 1880, con la rimozione forzata dei nativi da parte del governo statunitense. La contea deve il suo nome al grande numero di mesas (altipiani) che si trovano all'interno del territorio, tra cui la Grand Mesa.

## Comuni

### Cities
- Fruita
- Grand Junction (capoluogo)

### Towns
- Collbran
- De Beque
- Palisade

### Census-designated places
- Clifton
- Fruitvale
- Loma
- Orchard Mesa
- Redlands